# Seychellen op de Olympische Zomerspelen 1980
De Seychellen namen deel aan de Olympische Zomerspelen 1980 in Moskou, Sovjet-Unie. Tot de selectie behoorden elf atleten, actief in twee sporten. De Seychellen wonnen geen olympische medaille in 1980.

## Deelnemers en resultaten
(m) = mannen, (v) = vrouwen 

### Atletiek
| Olympiër                                                                      | Discipline             | Resultaat | Prestatie                             |
| ----------------------------------------------------------------------------- | ---------------------- | --------- | ------------------------------------- |
| Marc Larose                                                                   | 100m (m)               | 58e       | serie 1: 7de in 11,27                 |
| Casimir Pereira                                                               | 200m (m)               | 43e       | serie 1: 7de in 22,59                 |
| Régis Tranquille                                                              | 400m (m)               | 39e       | serie 4: 5de in 49,34                 |
| Antonio Gopal                                                                 | 110m horden (m)        | 22e       | serie 3: 8ste in 16,36                |
| Albert Marie                                                                  | 3000m steeplechase (m) | 29e       | serie 3: 10de in 9.19,62              |
| Arthure Agathine Vincent Confait Marc Larose Casimir Pereira Régis Tranquille | 4x100m (m)             | 14e       | serie 1: 7de in 41,71                 |
| Arthure Agathine Vincent Confait Marc Larose Casimir Pereira Régis Tranquille | 4x400m (m)             | 21e       | serie 3: 7de in 3.19,2                |
| Albert Marie                                                                  | marathon (m)           | DNF       | niet gefinisht                        |
| Arthure Agathine                                                              | hink-stap-springen (m) | 20e       | kwalificatie groep B: 11de met 14,21m |
|                                                                               |                        |           |                                       |
| Bessey de Létourdie                                                           | 100m (v)               | 35e       | serie 1: 7de in 13,04                 |
| Bessey de Létourdie                                                           | 200m (v)               | 34e       | serie 5: 6de in 26,91                 |
| Margaret Morel                                                                | 800m (v)               | 25e       | serie 2: 7de in 2.17,0                |
| Margaret Morel                                                                | 1500m (v)              | 23e       | serie 1: 13de in 4.37,9               |

### Boksen
| Olympiër       | Discipline | Resultaat | Prestatie                                                                     |
| -------------- | ---------- | --------- | ----------------------------------------------------------------------------- |
| Ramy Zialor    | –57kg (m)  | 17e       | 1ste ronde: vrij 2de ronde: V van ETH Neeraio: 2-3                            |
| Michael Pillay | –67kg (m)  | 17e       | 1ste ronde: W van DEN Svendsen: 4-1 2de ronde: V van YUG Bogujevci: walk-over |